# Las Palmas (traghetto)
Il Las Palmas è un traghetto appartenente alla compagnia di navigazione italiana Caronte & Tourist e in servizio per Caronte & Tourist Isole Minori.

## Caratteristiche
Considerato dalla stampa specializzata uno dei migliori progetti Ro-pax per il traffico merci roll-on/roll-off nelle Isole Canarie fa parte, insieme al gemello Seira, della classe Tritón.
Spinto da due motori MAN a 12 cilindri è in grado di raggiungere la velocità massima di 16 nodi e di trasportare un massimo di 280 veicoli e 1090 passeggeri.
Il traghetto dispone di servizi essenziali alla percorrenza di medio/brevi tratte, quali: cabine sala poltrone, telefono pubblico, servizio medico, ristorante self-service ed un bar/caffetteria.

## Servizio
Varato il 30 settembre 1992 nel cantiere navale Union Naval de Levante di Valencia con il nome di Las Palmas de Gran Canaria e consegnato il 27 aprile 1993 alla Trasmediterránea, prende servizio il 5 maggio nei collegamenti tra Las Palmas de Gran Canaria e Santa Cruz de Tenerife, scalando nei giorni successivi anche nei porti di El Hierro, Puerto del Rosario e Arrecife.
Nel 1996 viene sottoposto a lavori di ristrutturazione nei cantieri navali Empresa Nacional Bazan.
Nel 1999 viene trasferito sulla Barcellona-Palma.
Nel 2000 prende servizio nei collegamenti da Algeciras a Tangeri e Ceuta.
Nel giugno del 2007 opera tra Almería e Ghazaouet. Da ottobre torna in servizio tra Algeciras, Tangeri e Ceuta. 
Negli anni successivi opera prevalentemente nei collegamenti tra Barcellona, Palma di Maiorca, Mahón ed Ibiza, fino all'ottobre del 2008.
Dal 22 al 23 giugno 2011 opera nei collegamenti tra Almeria e Melilla. Successivamente torna in servizio nelle Canarie.
Nel febbraio del 2024 viene venduto alla Caronte & Tourist, alla quale viene consegnato il 20 febbraio. Salpato da Algeciras alla volta di Augusta il 9 aprile con il nome troncato in Las Palmas, vi giunge tre giorni più tardi e viene trasferito in cantiere. Il 26 agosto, dopo un refitting durato circa quattro mesi, viene trasferito a Messina.
Il 17 settembre 2024, dopo ulteriori lavori in bacino, giunge a Porto Empedocle, dalla quale quattro giorni più tardi prende servizio nei collegamenti tra lo scalo empedoclino e le isole Pelagie in sostituzione del Cossyra e in coppia con il Sansovino.
Nel luglio del 2025 viene trasferito in cantiere a Porto Empedocle, venendo momentaneamente sostituito sulla propria rotta dal Pietro Novelli. 
Il 22 luglio ritorna in servizio nella tratta porto empedocle - Isole pelagie  

## Navi gemelle
- Seira (già Santa Cruz de Tenerife)